# Тилява
Тилява або Тилава (пол. Tylawa) — село в Польщі, у гміні Дукля Коросненського повіту Підкарпатського воєводства (Лемківщина). Населення — 381 особа (2011).

## Розташування
Розташоване в південно-східній частині Польщі, в центральній частині Низьких Бескидів, в долині потока Панна (пол. Panna) при впадінні Мшанки, на автошляху № 9 з Барвінку до Коросна недалеко кордону з Словаччиною.
Село знаходиться між горами Діл (пол. Dzial), Канашовка і Дзюрч.

## Інфраструктура
В селі є пошта, осередок охорони здоров'я, готель, ресторан, автобусна зупинка. Курсують автобуси на маршруті Барвінок — Коросно та в напрямку Яслиськ.

## Історія
Уперше село згадується у 1486 році.
За податковим реєстром 1581 р. село у Бецькому повіті було власністю за волоським правом Октавіана Ґучі; осідок парохії, в селі було 19 селянських дворів, тартак, господарство солтиса і «піп руський».
У 1880 році в селі проживала 851 особа, з яких 802 — греко-католики.
16 листопада 1926 року селяни вирішили масово перейти до православної церкви. Причиною був конфлікт нововведення до літургії місцевим священиком слова «правовірний» замість «православний». Нова православна громада збудувала собі провізорну тимчасову церкву наперекір греко-католицькій громаді, в якій залишилось небагато вірян, але яка залишилась власником храму.
У 1939 році в селі проживало 980 мешканців (970 українців і 10 поляків).
Після Другої світової війни Лемківщина, попри сподівання лемків на входження в УРСР, була віддана Польщі, а корінне українське населення примусово-добровільно вивозилося в СРСР. Згодом, у період між 1945 і 1947 роками, у цьому районі тривала боротьба між підрозділами УПА проти радянських і польських військ. 26 травня 1947  в результаті операції «Вісла» було депортовано на понімецькі землі Польщі 91 мешканця села. У 1956 році приблизно 30 з них повернулося до села.
У 1975—1998 роках село належало до Кросненського воєводства.

## Демографія
Демографічна структура станом на 31 березня 2011 року:
|          | Загалом | Допрацездатний вік | Працездатний вік | Постпрацездатний вік |
| -------- | ------- | ------------------ | ---------------- | -------------------- |
| Чоловіки | 204     | 43                 | 140              | 21                   |
| Жінки    | 177     | 30                 | 109              | 38                   |
| Разом    | 381     | 73                 | 249              | 59                   |

## Туризм

### Культурні пам'ятки
- Греко-католицька церква Різдва Богородиці з 1787 року, яку зараз використовує і римо-католицька громада, за церквою цвинтар.
- каплиця на місці колишньої провізорної православної церкви.
- заповідник природи «Перелам Ясьолки» з науковою доріжкою та наметовим полем.
- готель «Доменіко» в центрі села
- заїзний двір з рестораном «Бартнік»